# Allomethus rotundicornis
Allomethus rotundicornis är en tvåvingeart som först beskrevs av Hardy 1954.  Allomethus rotundicornis ingår i släktet Allomethus och familjen ögonflugor. Inga underarter finns listade i Catalogue of Life.